# Elonus simplex
Elonus simplex es una especie de coleóptero de la familia Aderidae.

## Distribución geográfica
Habita en Arizona (Estados Unidos).